# Jerry Gray

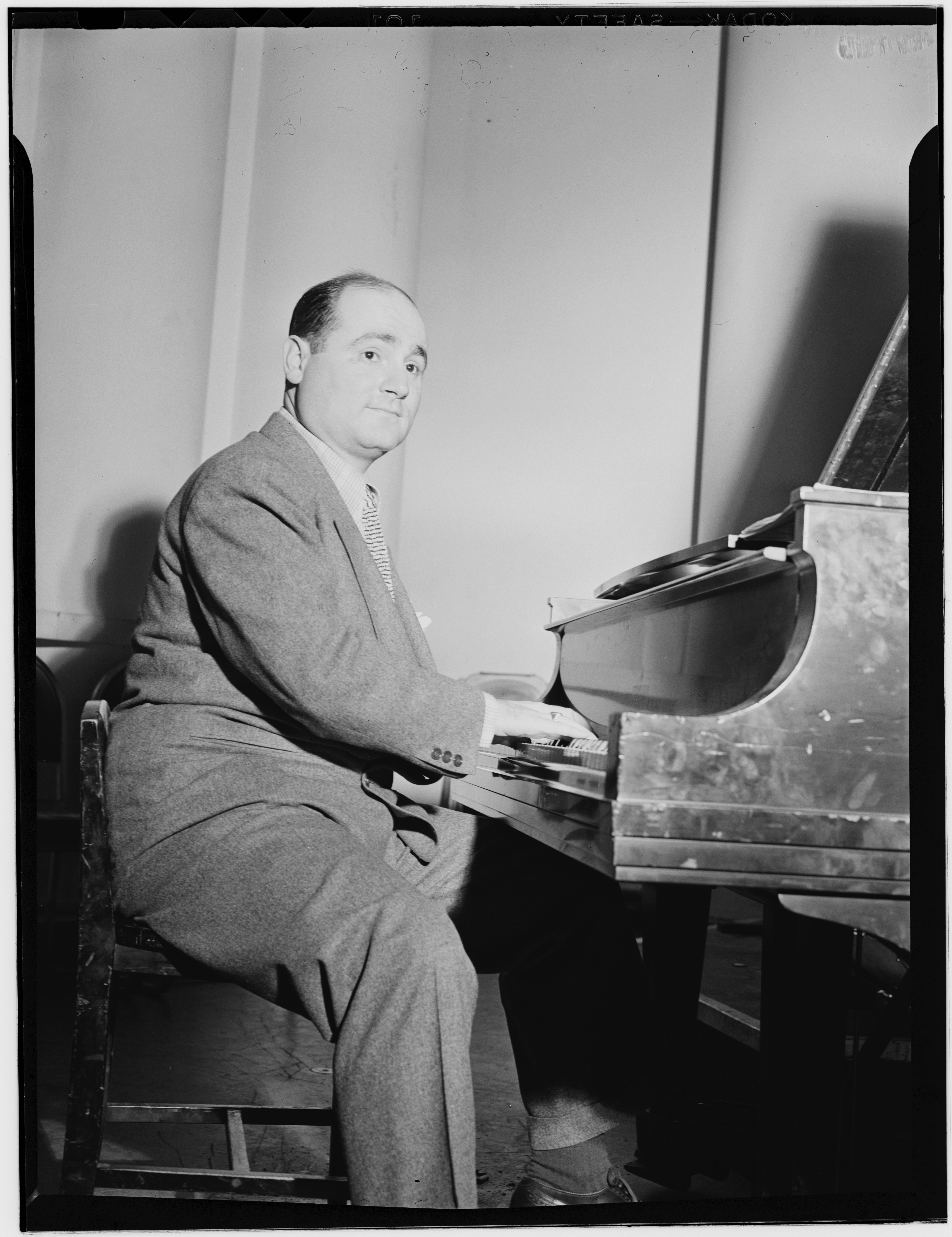
Jerry Gray.
Fotografie von William P. Gottlieb.

Jerry Gray (* 3. Juli 1915 in Boston als Generoso Graziano; † 10. August 1976 in Dallas) war ein US-amerikanischer Violinist, Arrangeur, Komponist und Bigband-Leader im Bereich des Swing und der Populären Musik. Er arbeitete für die Bands von Artie Shaw und Glenn Miller.

## Leben und Wirken
Jerry Gray hatte mit sieben Jahren Geigenunterricht bei seinem Vater, einem Musiklehrer; später war er Solist im Boston Junior Symphony Orchestra. Im Alter von 18 Jahren gründete er eine Jazzband, mit der er in Clubs im Raum Boston auftrat. 1936 wurde Gray Violinist im Artie Shaws New Music Orchestra; bei ihm lernte er Arrangement, wurde ein Jahr später sein Arrangeur und wirkte so in den nächsten zwei Jahren an vielen Erfolgsnummern der Bigband mit, wie Carioca, Softly, as in a Morning Sunrise, Any Old Time und Shaws Klassiker Begin the Beguine.
Als Artie Shaw im November 1939 die Band auflöste, bot ihm Glenn Miller an, für ihn als Arrangeur zu arbeiten. Gray, der zunächst Probleme hatte, sich in die straffere und kommerziellere Organisation der Miller-Band einzufinden, die ihm weniger Freiheiten als noch bei Artie Shaw gestattete, meinte später im Interview mit dem Autor George T. Simon: „Ich war bei Artie in musikalischer Hinsicht zufriedener, aber persönlich gesehen war ich bei Miller glücklicher. Etwas tat Glenn: Er ermutigte mich zum Schreiben.“
In der Zeit, als Jerry Gray im Glenn Miller Orchestra war, entstand eine große Anzahl beachtlicher Aufnahmen; er arrangierte Elmer’s Tune, Moonlight Cocktails und Chattanooga Choo-Choo. Daneben komponierte er Titel wie Sun Valley Jump, The Man in the Moon, Caribbean Clipper sowie die Erfolgsnummern Pennsylvania 6-5000 und A String of Pearls. Als schließlich Miller im September 1942 die Band auflöste, um zur US Air Force zu gehen, bekam er durch Millers Hilfe eine Anstellung bei Chef-Arrangeur in Millers Army-Band, der Band of the Training Command, die unter der Bezeichnung Glenn Miller Army Air Forces Orchestra bekannt wurde. Gray schrieb fortan Material für die Tanzband und eine 21-köpfige Streichergruppe, wie ein Neuarrangement von Begin the Beguine.
Nach dem tödlichen Flugzeugabsturz von Glenn Miller war Gray stellvertretender Leiter des Orchesters; ein erstes Konzert, bei dem Gray das Orchester leitete, fand in Paris statt. Er übernahm zwar noch bis November die alleinige Leitung, wurde aber bei der künftigen Führung der Ghost Band der Nachkriegszeit übergangen; das Glenn Miller Orchestra wurde dann, nachdem Ray McKinley ablehnte, von Tex Beneke geführt.
Jerry Gray arbeitete dann im Raum Los Angeles für Radiosender und als Studiomusiker, so leitete er eine Radioshow mit Dick Haymes und für viele Jahre die Bob Crosby Show. 1949 wurde ihm von Decca Records die Gründung einer eigenen Bigband angetragen, in der viele ehemalige Musiker von Glenn Miller wie Al Klink, Trigger Alpert, Zeke Zarchy, Jimmy Priddy, Ernie Caceres und Bernie Privin mitwirkten und die auch im Stil des Miller Orchesters spielte. Sie hieß Jerry Gray and the Band of Today und spielte sowohl die Hits von Glenn Miller als auch neuere Kompositionen.
Gray arbeitete bis in die 1950er Jahre mit dieser Band, in der in dieser Zeit auch der junge Saxophonist Jack Montrose spielte; Donn Trenner war bei ihm Arrangeur. 1953 arbeitete er mit Henry Mancini an der Musik der Filmbiographie The Glenn Miller Story, in der James Stewart die Hauptrolle spielte. Außerdem war er als Arrangeur und Komponist u. a. für Vic Damone tätig und nahm ein Album mit eigenen Kompositionen auf. In den 1960er Jahren ließ er sich in Dallas nieder, wo er die Hausband im Fairmont Hotel leitete, in der Pete Christlieb spielte und die junge Patty Waters sang; mit diesem Ensemble begleitete er dann Sammy Nestico und Billy Byers. Er arbeitete noch bis in die 1970er Jahre mit der Fairmont Hotel-Band, bis er einem Herzinfarkt erlag.

## Diskographische Hinweise
- The Uncollected - Featuring Tommy Traynor and Lynn Franklin (Hindsight Records, 1952)
- Jerry Gray and his Orchestra at the Hollywood Palladium (Collector's Choice)
- Jerry Gray and his Orchestra and The Pied Pipers Singin' & Swingin'  (Warner Bros WS1446 1962)